# Chaumont Volley-Ball 52 Haute-Marne 2019-2020
Questa voce raccoglie le informazioni riguardanti lo Chaumont Volley-Ball 52 Haute-Marne nelle competizioni ufficiali della stagione 2019-2020.

## Organigramma societario
Area direttiva
- Presidente: Bruno Soirfeck

Area tecnica
- Allenatore: Silvano Prandi
- Allenatore in seconda: Ludovic Kupiec

## Rosa
| N° | Nome                | Ruolo | Data di nascita   | Nazionalità sportiva |
| -- | ------------------- | ----- | ----------------- | -------------------- |
| 1  | Martin Atanasov     | S     | 27 settembre 1996 | Bulgaria             |
| 5  | Mitchell Stahl      | C     | 31 agosto 1994    | Stati Uniti          |
| 6  | Raphaël Corre       | P     | 21 novembre 1989  | Francia              |
| 7  | Matej Pátak         | S     | 8 giugno 1990     | Slovacchia           |
| 8  | Jorge Fernández     | C     | 4 maggio 1989     | Spagna               |
| 9  | Marlon Yant         | S     | 23 maggio 2001    | Cuba                 |
| 10 | Julien Winkelmuller | O     | 31 luglio 1994    | Francia              |
| 12 | Martin Repák        | P     | 31 marzo 1981     | Slovacchia           |
| 13 | Ivan Kolev          | S     | 2 gennaio 1987    | Bulgaria             |
| 15 | Hindrek Pulk        | O     | 7 novembre 1990   | Estonia              |
| 17 | André Radtke        | C     | 16 settembre 1982 | Brasile              |
| 18 | Théo Morillon       | S/L   | 19 dicembre 1994  | Francia              |
| 19 | Franco Massimino    | L     | 23 maggio 1988    | Argentina            |

## Risultati

### Coppa di Francia

#### Fase a eliminazione diretta
| Ottavi di finale - 29 ottobre 2019 Salle Jean-Masson, Chaumont | Chaumont | 3 - 2 | Gazélec Ajaccio | 21-25, 22-25, 25-17, 25-19, 15-12 |
| Quarti di finale - 5 novembre 2019 Salle Robert-Grenon, Tours  | Tours    | 3 - 0 | Chaumont        | 25-22, 29-27, 27-25               |

### Coppa CEV

#### Fase a eliminazione diretta
| Sedicesimi di finale (andata) - 11 dicembre 2019 SKK Sever, Novosibirsk     | Lokomotiv Novosibirsk | 3 - 0 | Chaumont              | 25-22, 25-13, 25-20                   |
| Sedicesimi di finale (ritorno) - 18 dicembre 2019 Nouveau Gymnase, Chaumont | Chaumont              | 3 - 0 | Lokomotiv Novosibirsk | 25-16, 25-19, 25-20 Golden set: 12-15 |